# Adansonia digitata
Il baobab africano (Adansonia digitata L.) è una pianta della famiglia delle Malvacee (sottofamiglia Bombacoideae).
È diffuso in gran parte dell'Africa, ed è leggendario per l'eccezionale longevità e per le notevoli dimensioni che il tronco, ricco di ramificazioni, può raggiungere.

## Descrizione

### Fusto

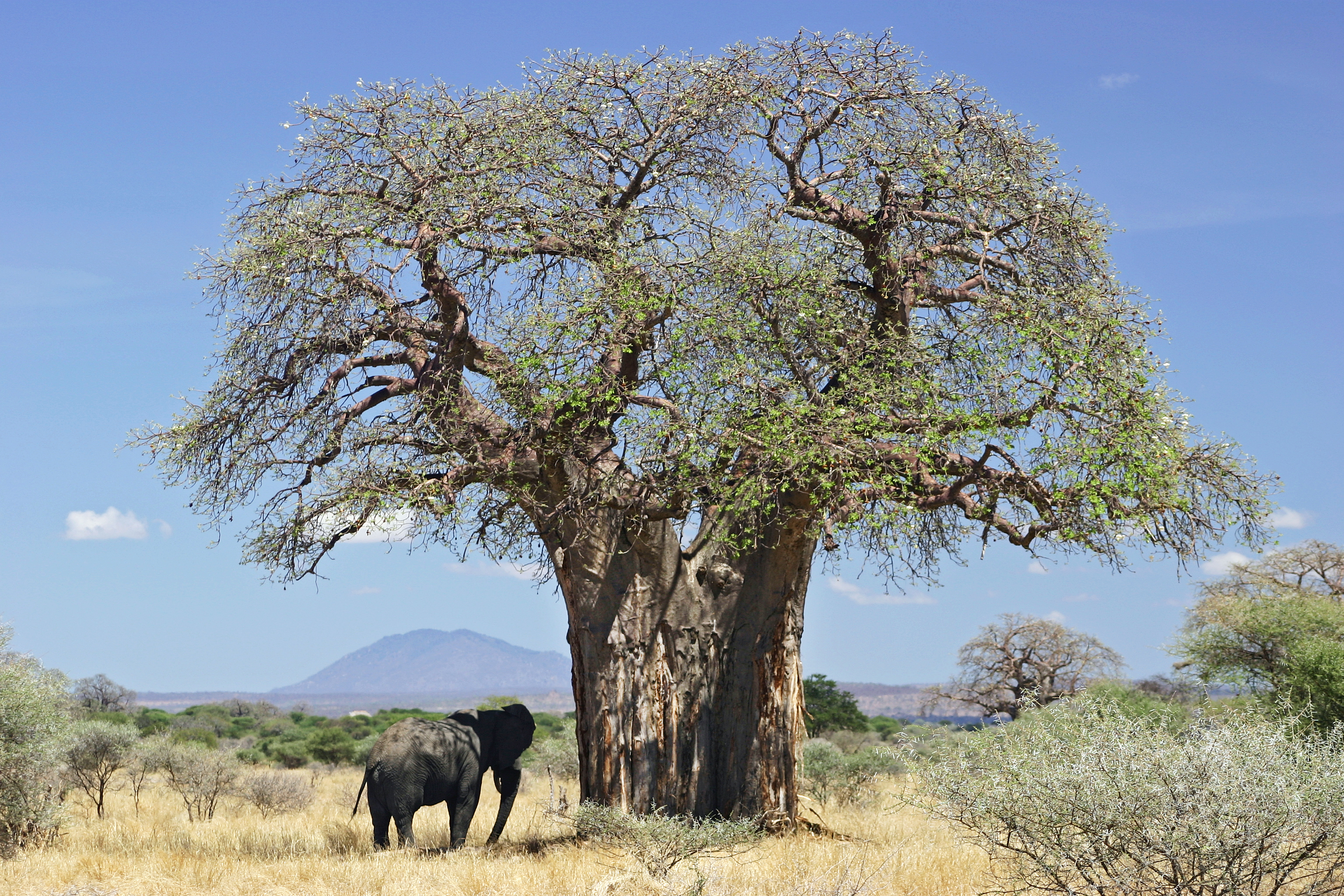
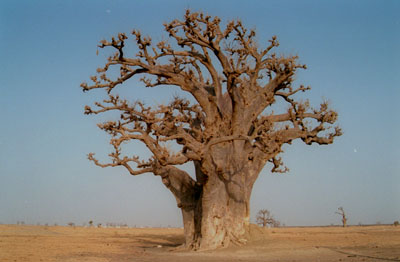
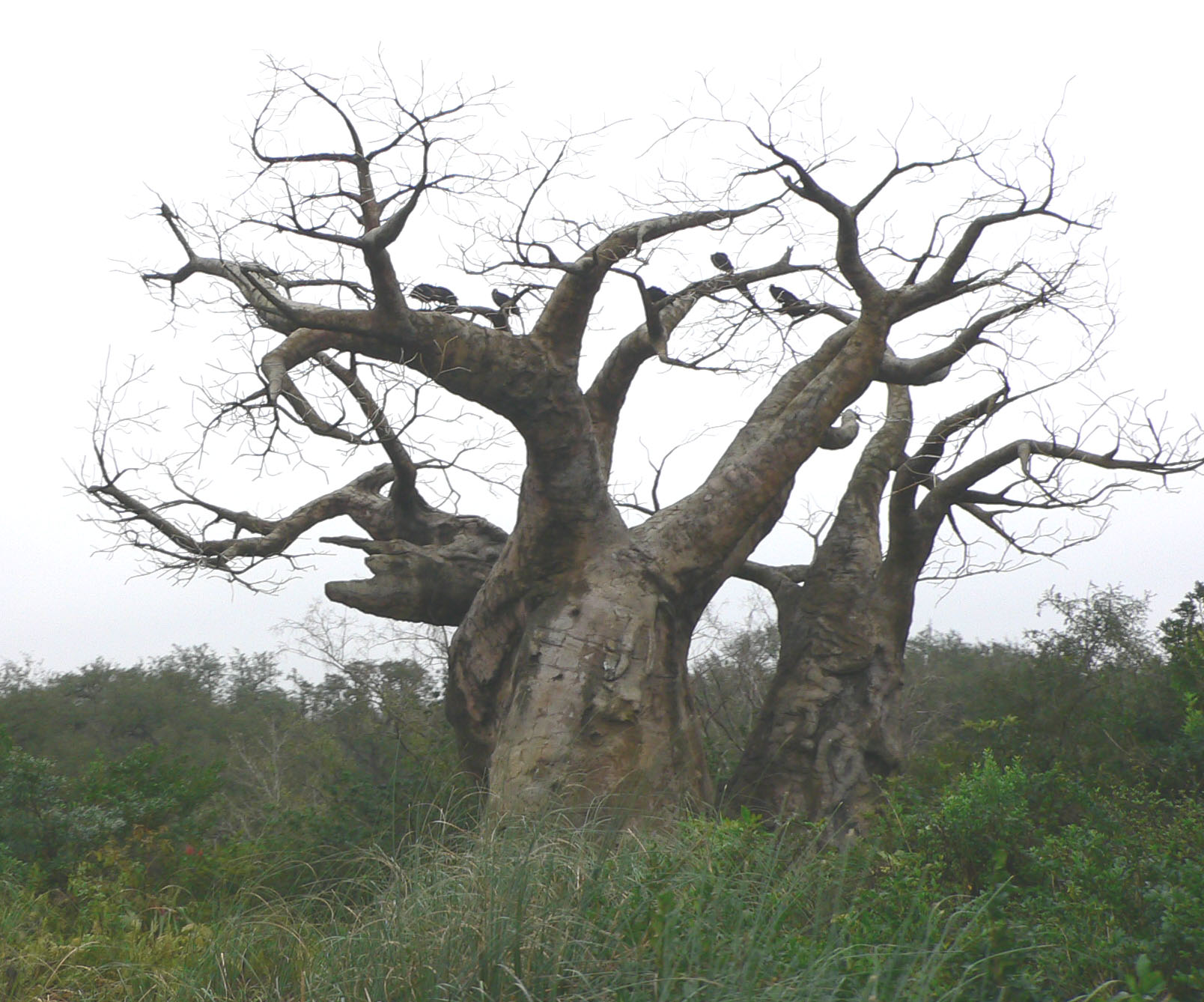

Questi alberi hanno un tronco rigonfio che può raggiungere i 25 m di altezza, con un diametro di 3–10 m; la corteccia è liscia, di colore dal rosso-brunastro al grigiastro, spessa sino a 10 cm.

### Foglie
Le foglie sono alterne, digitate, con 3-9 digitazioni lunghe dai 5 ai 15 cm e larghe dai 3 ai 7, di colore verde scuro, a margine intero.

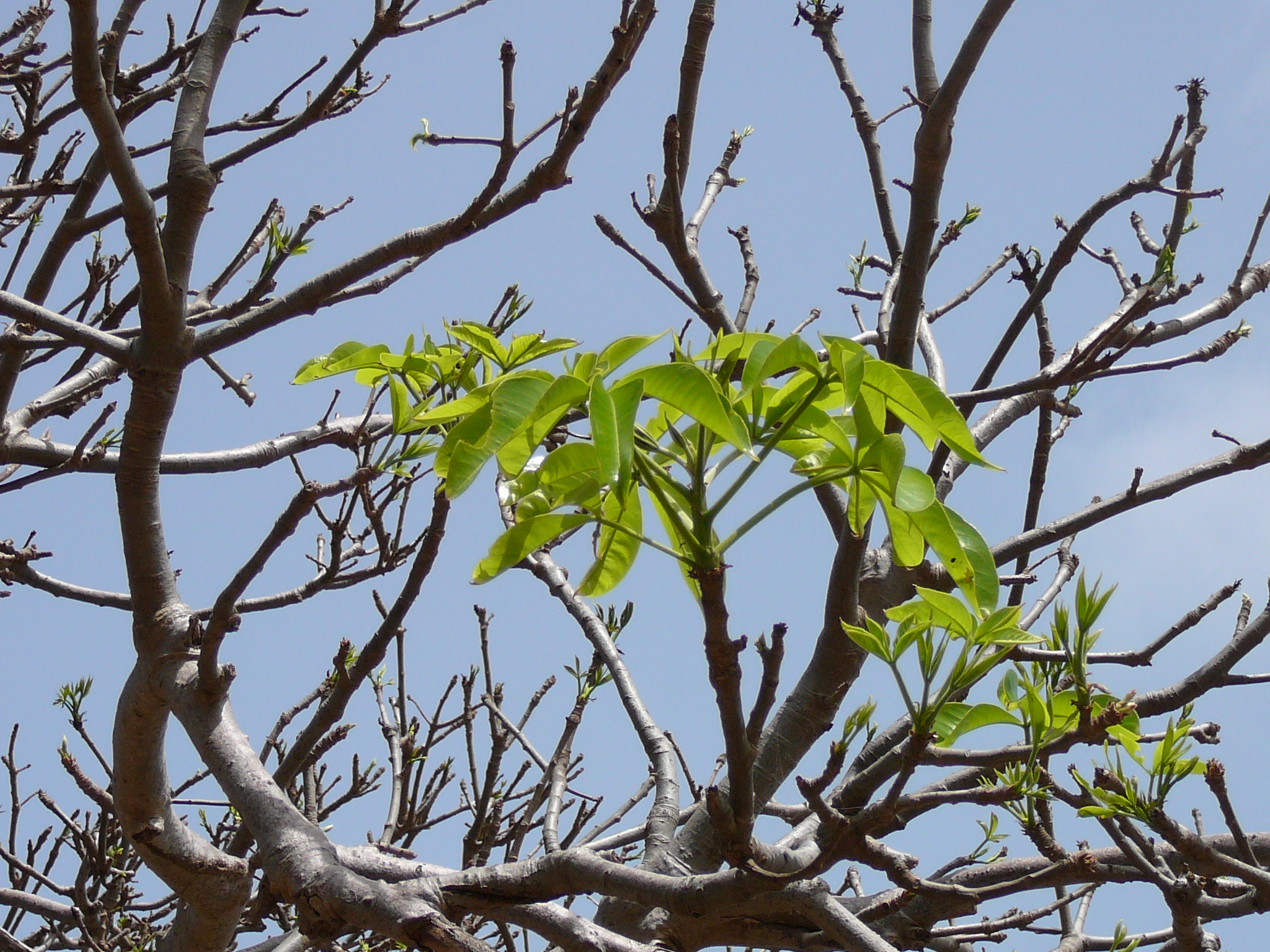
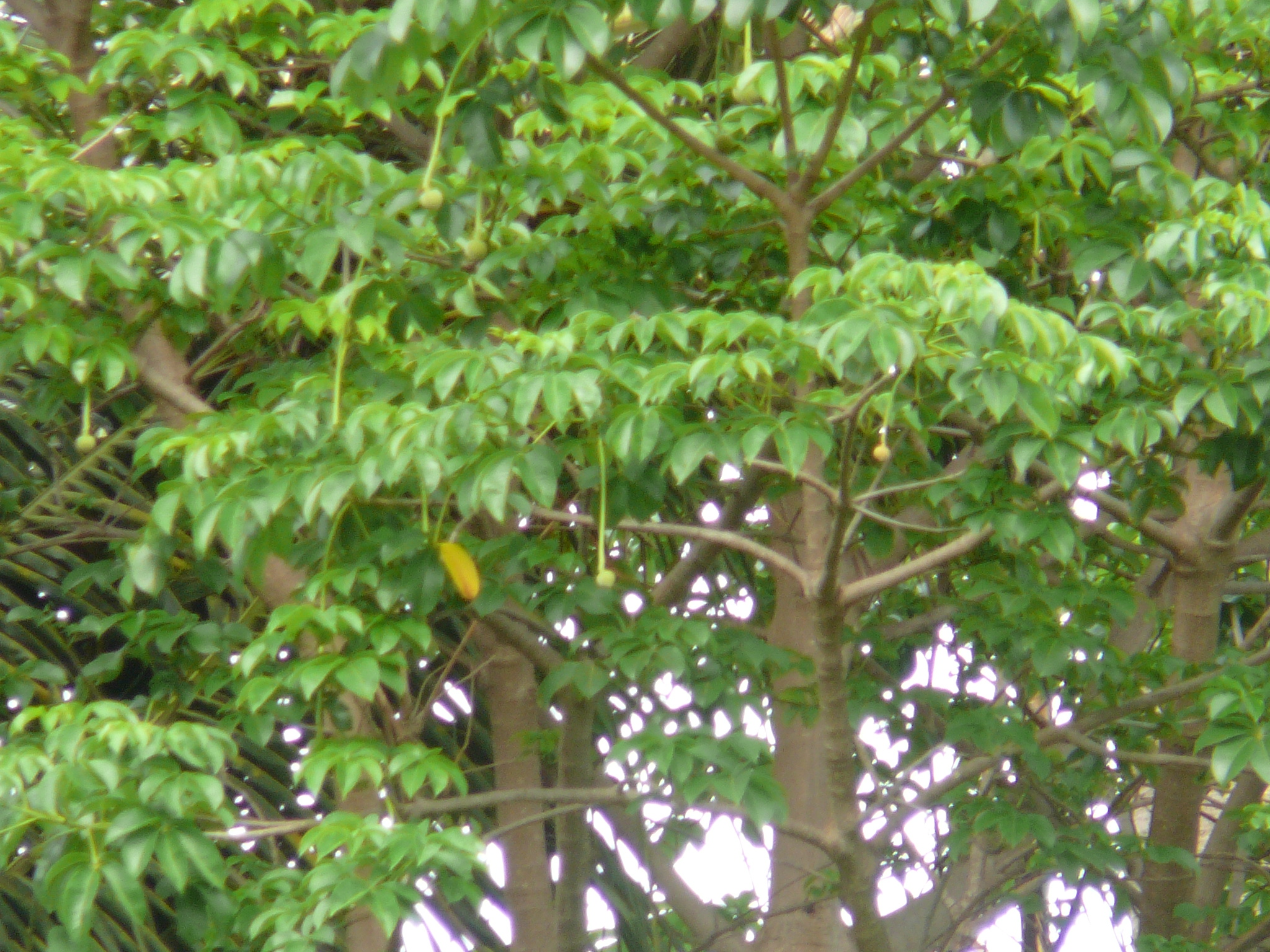
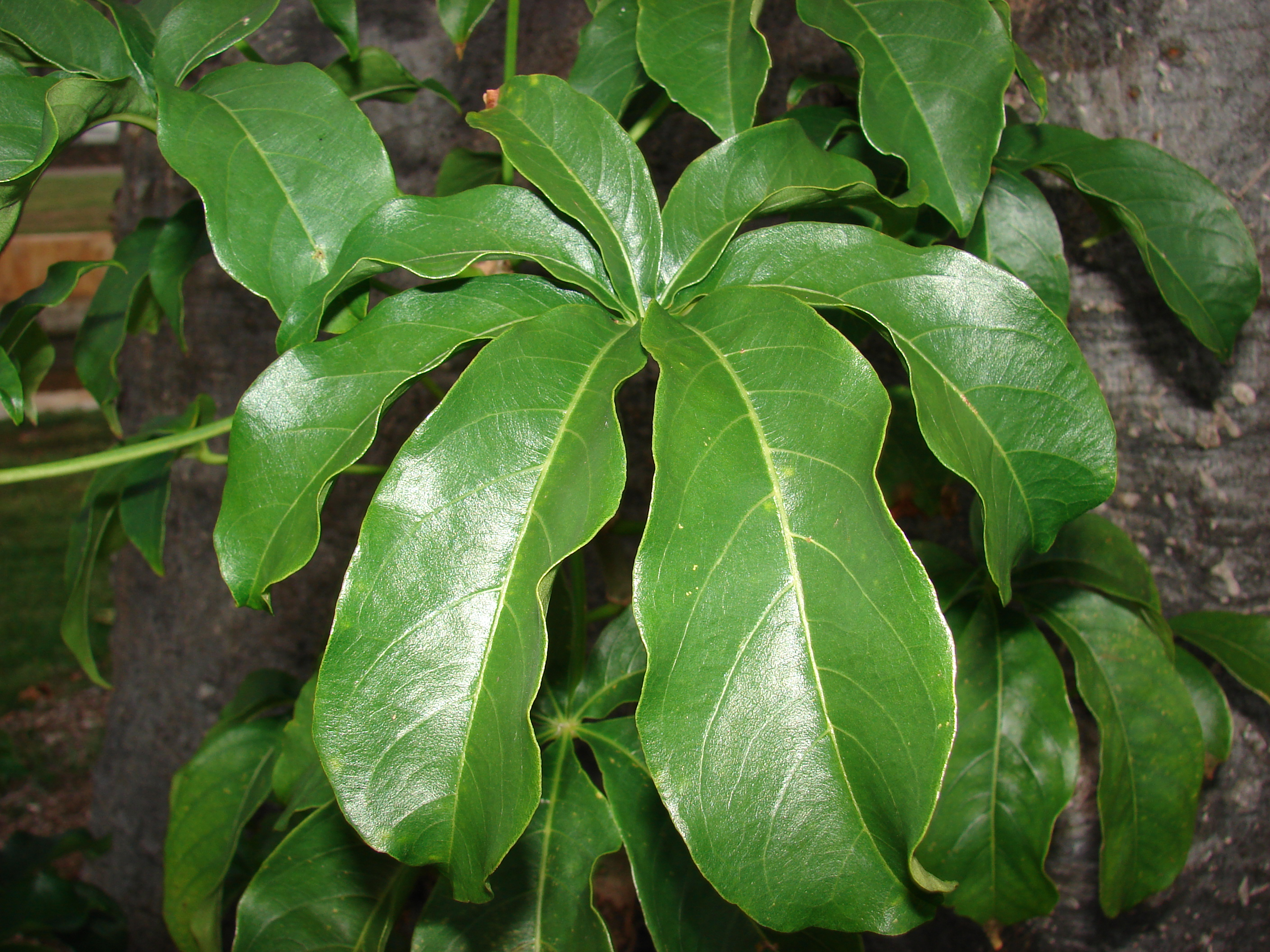

### Fiori
I fiori, bisessuali, actinomorfi, hanno un diametro sino a 20 cm; presentano un calice profondamente lobato e petali di consistenza cerosa, biancastri; gli stami, molto numerosi, formano un fiocco centrale; l'ovario è supero, con 5-10 concamerazioni. Fioriscono all'imbrunire e dopo appena 24 ore appassiscono divenendo di colore bruno.

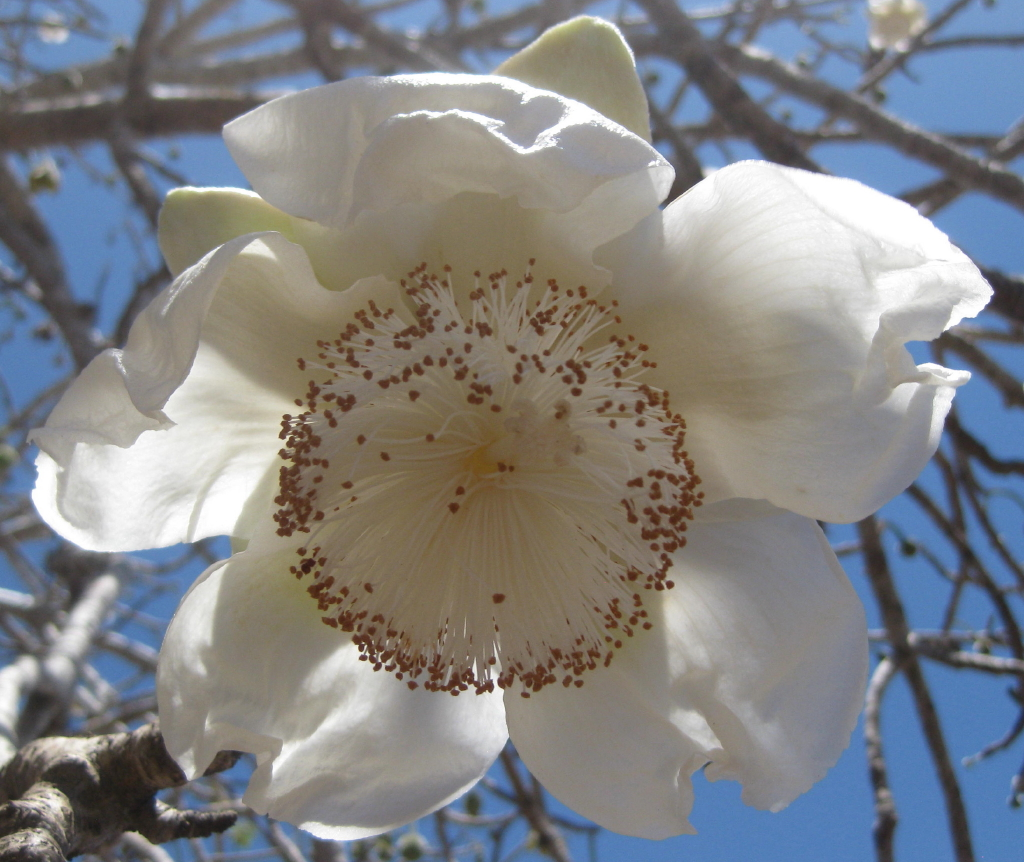
Fiore
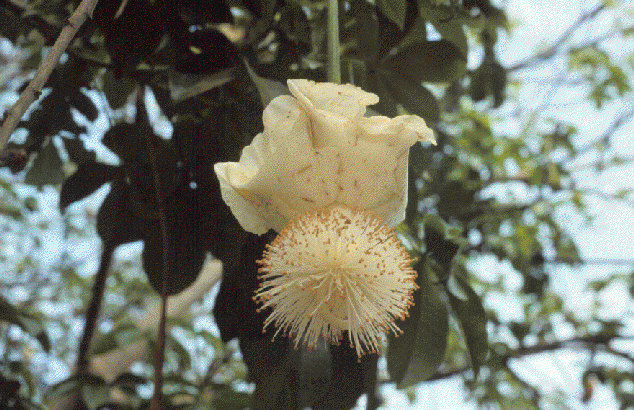
Fiore
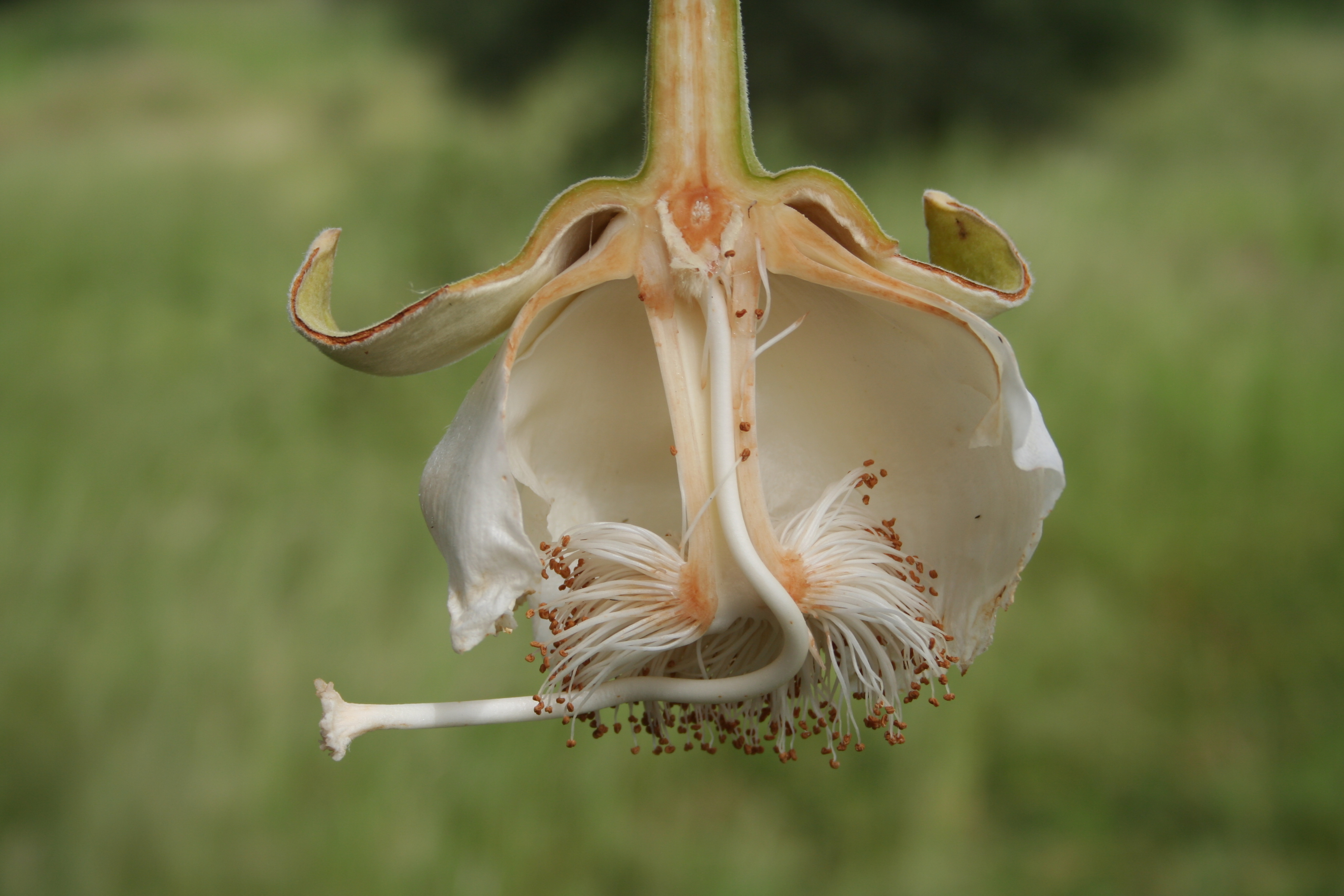
Sezione longitudinale del fiore

### Frutti
Il frutto è di forma grossolanamente ovoidale, lungo 12 cm o anche più; è costituito da un epicarpo legnoso, ricoperto da una lanugine di colore giallo-verdognolo, e da un endocarpo polposo, suddiviso da filamenti fibrosi in 5-10 spicchi, in cui sono contenuti i semi.

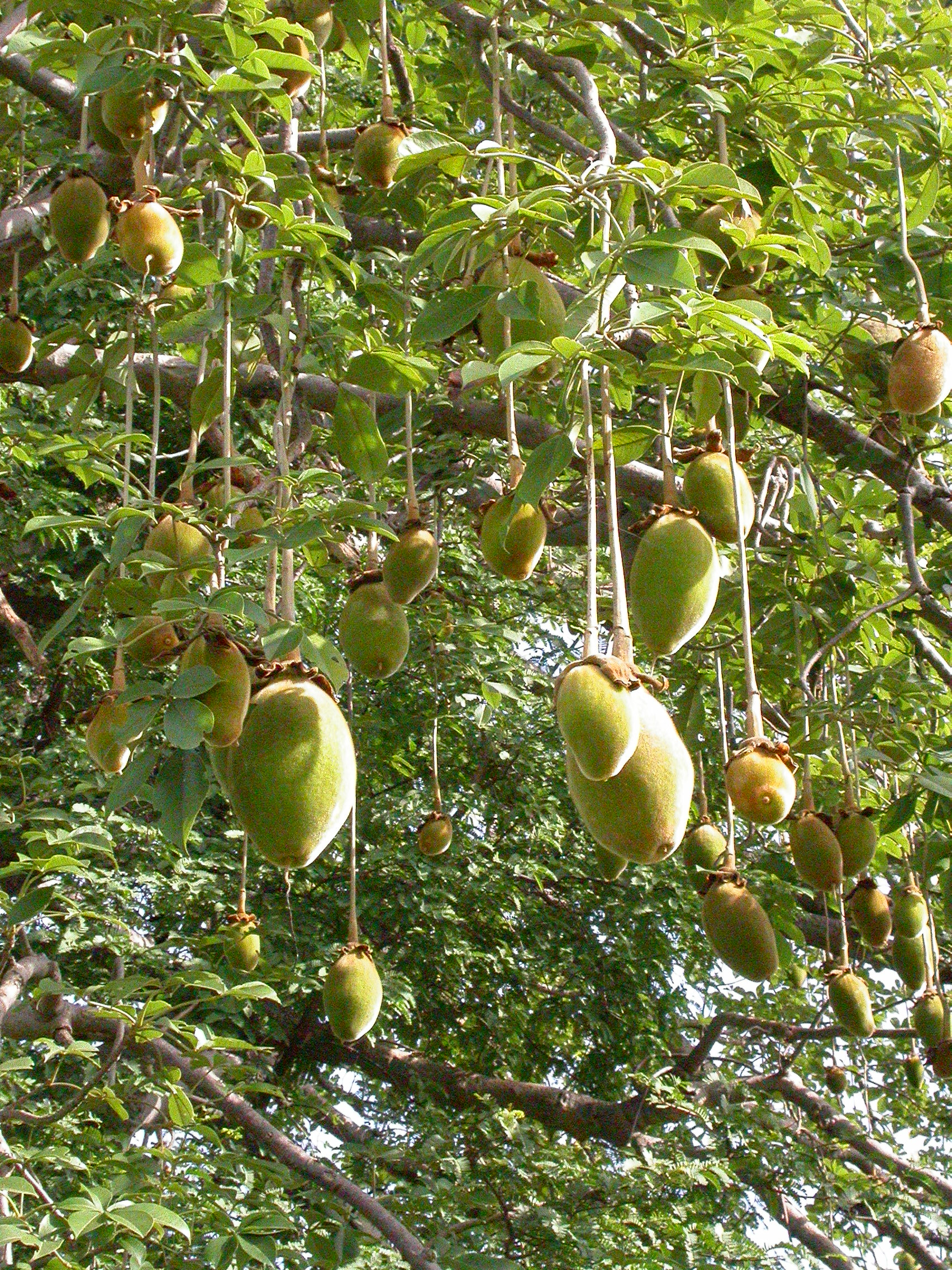
Frutti
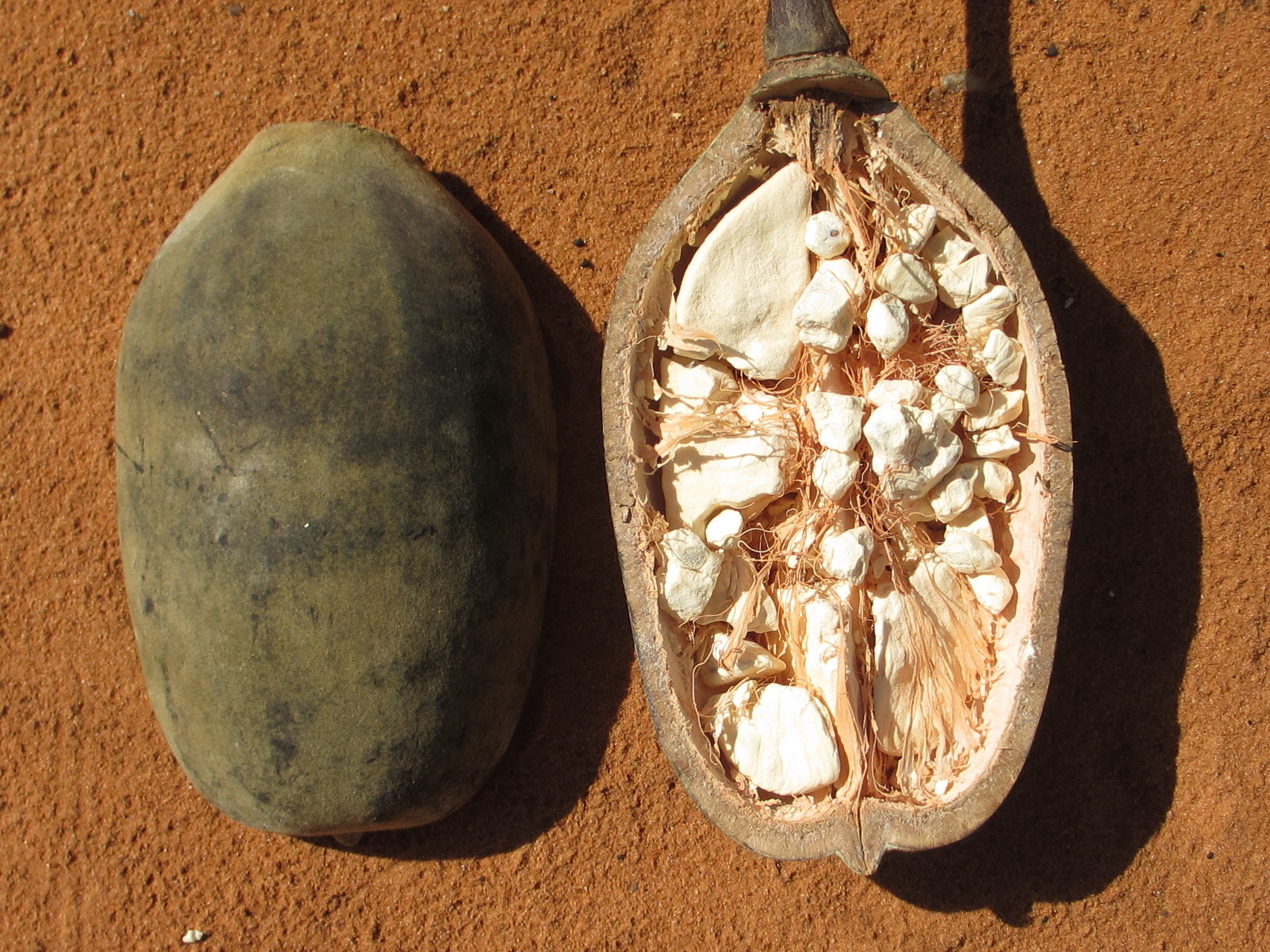
Frutto in sezione
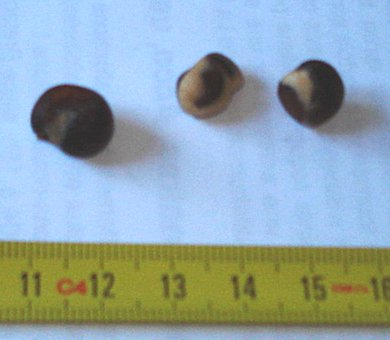
Semi

## Biologia
L'impollinazione di Adansonia digitata è opera di diverse specie di pipistrelli. Tra le specie il cui coinvolgimento è stato convincentemente dimostrato vi sono Eidolon helvum, Epomophorus gambianus e Rousettus aegyptiacus.
Un ruolo minore sembrano giocare alcuni primati notturni quali Galago senegalensis e Otolemur crassicaudatus ed alcune farfalle notturne quali Heliothis armigera, Diparopsis castanea ed Earias biplaga.
Sono anche visitati dalle api e da altri insetti.

## Distribuzione e habitat
La specie è ampiamente diffusa nell'Africa subsahariana.

## Usi
I frutti, le foglie e i fiori sono una importante risorsa nutrizionale per il loro contenuto in vitamina C. I semi sono ricchi di proteine e vengono utilizzati per l'estrazione di un olio ad uso alimentare.
Le fibre della corteccia sono utilizzate per realizzare funi, ceste, indumenti, cappelli.
Varie parti della pianta sono utilizzate nella medicina popolare: la corteccia e le radici ridotte in polvere vengono utilizzate come rimedio contro la malaria; la polpa dei frutti mischiata con il miele viene utilizzata contro la tosse; le foglie vengono impiegate per trattare diarrea e febbri. Per tali sue virtù la pianta è oggetto di venerazione presso molte popolazioni africane.